# Sint-Niklaaskerk (Perk)

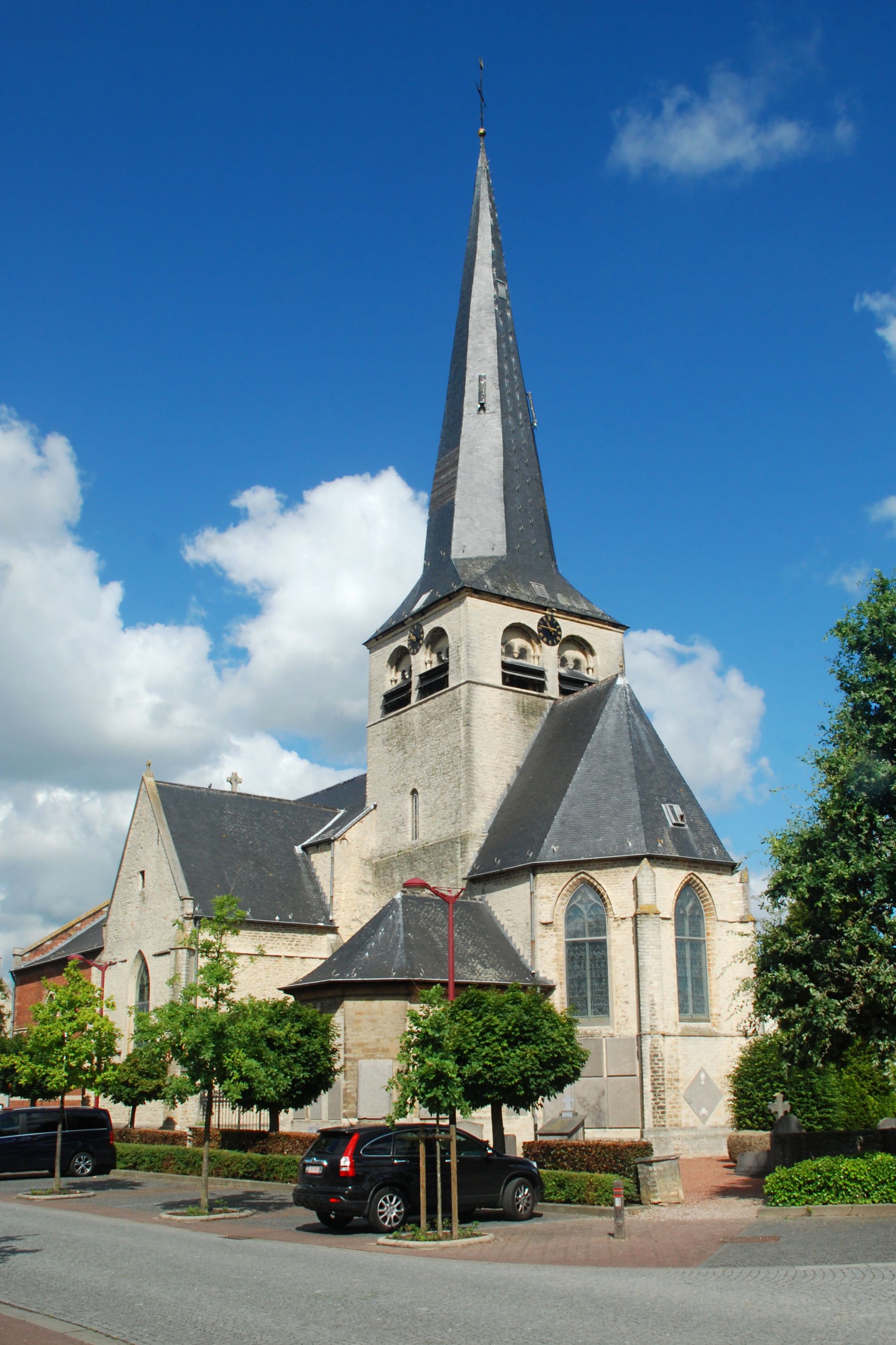
Sint-Niklaaskerk

De Sint-Niklaaskerk is de parochiekerk van de tot de Vlaams-Brabantse gemeente Steenokkerzeel behorende plaats Perk, gelegen aan de Tervuursesteenweg.

## Geschiedenis
De kerk was oorspronkelijk gewijd aan Onze-Lieve-Vrouw. De romaanse vieringtoren is 12e-eeuws. Ook de middenbeuk was oorspronkelijk romaans, maar deze werd in 1853 van neogotische zijbeuken voorzien.
De zuidelijke transeptarm is vermoedelijk eind 14e-eeuws terwijl de noordelijke transeptarm uit de 16e eeuw stamt. De zuidelijke sacristie is van 1786 en is in classicistische stijl.

## Gebouw
Het betreft een georiënteerde driebeukige kruiskerk met vieringtoren. De kerk is uitgevoerd in zandsteen, maar de neogotische zijbeuken zijn in baksteen opgetrokken.

## Interieur
De kerk bezit het 17e-eeuwse schilderij Heilige Familie. Van David Teniers II is het schilderij Onze-Lieve-Vrouw en Sint-Dominicus. Van de beelden kan een houten Sint-Anna-te-Drieën van omstreeks 1500 worden genoemd. Uit de 17e eeuw is een Sint-Sebastiaan in beschilderd terracotta. Ook zijn er beelden van Sint-Adrianus en Sebastianus, in gepolychromeerd hout, eveneens 17e-eeuws.
De biechtstoelen en de zijaltaren zijn in 17e-eeuwse barokstijl. Het orgel en het doksaal zijn van 1716 en in Lodewijk XIV-stijl. Het orgel werd gebouwd door Carolus Dillens. Er is een grafmonument voor G. de Baronaige, van 1626.